# Arrigo Lora Totino
Arrigo Lora Totino (Torino, 3 agosto 1928 – Torino, 15 settembre 2016) è stato un artista e poeta italiano,  considerato uno dei padri della poesia sonora italiana.

## Biografia
Ha iniziato la sua attività artistica tra la fine degli anni 1950 e i primi anni 1960. In quel periodo ha proposto i suoi primi esperimenti di poesia concreta, nei quali la parola è inquadrata in strutture visive. Nel 1961 ha fondato la rivista “antipiugiù” che ha diretto fino al 1966, anno in cui ha creato con il musicista Enore Zaffiri e il pittore Sandro De Alexandris lo Studio di Informazione Estetica per la ricerca di interrelazioni tra poesia, arte e musica elettronica e per la diffusione di ricerche neocostruttiviste. Nello stesso anno ha dato vita a Modulo, rivista che ha ospitato nel primo numero un'antologia internazionale di poesia concreta. Parallelamente si è occupato di sperimentazioni fonetiche e di poesia sonora. Nel 1969 ha curato con Dietrich Mahlow la mostra “Poesia concreta. Indirizzi visuali e fonetici” alla Biennale di Venezia.
Nel 1978 ha pubblicato “Futura. Antologia storico-critica della poesia sonora” per la Cramps Records di Milano), dove ha raccolto in sette dischi LP 33 giri le voci dei più interessanti poeti sonori del Novecento: dai futuristi ai dadaisti, dai simultaneisti ai lettristi, fino ai più recenti sperimentatori internazionali.
Nel 1979, con Adriano Spatola, Giovanni Fontana, Giulia Niccolai, Milli Graffi, Sergio Cena ed altri poeti sonori italiani, ha costituito il gruppo Dolce Stil Suono.
Nel 1980 ha curato per la seconda rete radiofonica della RAI la trasmissione “Il colpo di glottide”, serie di tredici puntate dedicate alla storia della poesia sonora.
Ha elaborato curiosi progetti di "poesia ginnica", "musica liquida" e "mimodeclamazioni". Ha tenuto performance nei più importanti festival in Italia e all'estero. Ha preso parte a moltissime esposizioni internazionali di poesia visuale e concreta. Nel 1996 la Regione Piemonte gli ha dedicato una mostra antologica a Torino dal titolo “Il teatro della parola”, a cura di Mirella Bandini.
Nel 2012, presso il Museo della Carale di Ivrea ha partecipato alla mostra “La scrittura visuale in Italia dopo il 1973”, con Paolo Albani, Antonino Bove, Lucia Marcucci, William Xerra.
Il 12 settembre 2015 si è tenuta una mostra antologica alla galleria "Barriera" di Torino con opere dal 1962 al 1982, a cura di Giorgio Maffei e Patrizio Peterlini.
Due sue opere Ricercare n. 12, 1997 e In fa, 1989 sono presenti nella collezione del Museo d'arte contemporanea Donnaregina di Napoli, mentre l'opera Edizioni Di Polipoesia Numero 1 del 1983 è presente nella collezione del Museum of Modern Art di New York.

### Opere
- Arrigo Lora Totino, Il Liquimofono, congegno generatore di Musica Liquida. Inflessioni tuffate nell'idromegafono, Studio di Informazione Estetica e Vanni Scheiwiller, Torino-Milano 1968
- Arrigo Lora Totino, Cromofonemi iridescenti, Tuttagrafica, Torino, 1977
- Arrigo Lora Totino, Rosa-poem, Il Trisegno, Piacenza, 1983
- Arrigo Lora Totino, Musica Musiva Ed. Elleci, Roma, 1985
- Arrigo Lora Totino, Verbale 1987. Fluenti traslati, concertazione drammatica in quattro tempi, Morra Edizioni, Napoli, 1988

### Discografia
- Arrigo Lora Totino, Poesia liquida, in Il liquimofono, congegno generatore di musica liquida e poesia liquida, inflessioni tuffate nell'idromegafono, con Pier Virgilio Fogliati, Studio di Informazione Estetica, Torino & Vanni Scheiwiller, Milano, 1968 [LP 33 giri Rpm].
- AA. VV, Phonetische Poesie, a cura di Franz Mon, Luchterhand Schallplatte, Neuwied am Rhein, 1971 - contiene Fonemi n. 4 [LP 33 giri Rpm].
- AA.VV., Text-sound Festival 10 Years, Fylkingen Records, Stoccolma, 1977 [LP33].
- Arrigo Lora Totino, Tre poemi sonori: Discussione del 2000, Dibattito in A, Odissea, in "Baobab", n. 1, Publiart, Reggio Emilia, 1977 [audiocassetta].
- Arrigo Lora Totino (a cura di), Futura. Antologia storico-critica della poesia sonora, Cramps Records, Milano, 1978 [Box con 7LP33 + fascicolo; ristampa con 5CD + fascicolo].
- AA.VV., Breathing Space 79 (a cura di Paul Vangelisti), Washington, 1979 [due audiocassette].
- Arrigo Lora Totino, Oggi Poesia Domani, “Baobab” 3, Ed. Pubbliart Bazar, Reggio Emilia, 1979 [cassetta].
- Arrigo Lora Totino, Smoke Words for H. Chopin, in AA. VV. Poésie sonore International (a cura di Henri Chopin), Ed. Jean Michel Place, Paris, 1980 [audiocassette].
- Arrigo Lora Totino, “Baobab” 6, Ed. Pubbliart Bazar, Reggio Emilia, 1981 [cassetta]
- Arrigo Lora Totino (a cura di), Storia della poesia sonora, “Baobab” 18, Reggio Emilia 1989 [4 cassette];
- Arrigo Lora Totino (a cura di), Alle fonti della poesia sonora, “Baobab” 12, Pubbliart Bazar, Reggio Emilia s.d. [cassetta];
- Arrigo Lora Totino (a cura di), Sentieri interrotti. La parola parlata, melodia e tumulto, Museo Civico di Bassano del Grappa, 2000 [2 CD]
- Arrigo Lora Totino, Fonemi, Alga Marghen, Milano 2001 [LP33]
- Giovanni Fontana (a cura di), Verbivocovisual. Antologia di poesia sonora 1964-2004, Ed. Monogramma, Milano 2004 [CD allegato al n° 25 della rivista “Il Verri”]
- Arrigo Lora Totino, ALT. La voix dynamisée, Artalect, 2004 [CD].
- Arrigo Lora Totino, Poesie sonore 1966-1984, in Renato Barilli e Pasquale Fameli, Arrigo Lora Totino. Il poeta visivo sonoro e performativo, Campanotto, Pasian di Prato, 2014 [CD].
- Arrigo Lora Totino, Trio prosodico n. 1, con Laura Santiano e Sergio Cena, Holidays Records, Milano, 2016 [LP 33 giri Rpm].
- Arrigo Lora Totino, Out of page, a cura di Giovanni Fontana, Ed. Recital, Los Angeles, 2017 [LP 33 giri Rpm].
- Arrigo Lora Totino, Toccata vocale / Usprache, Holidays Records, Milano, 2017 [Disco 45 giri Rpm].

### Opere visive
- BAU
- Segni in selva - disegni in selva, con Antonino Bove e Daniele Poletti, scatola multiplo realizzata a Viareggio nel 1995.
- Antologia Ad Hoc[23].
- Offerta Speciale[24].